# Maria Oliveras i Collellmir
Maria Oliveras i Collellmir (Argelaguer, 6 de setembre de 1910 – Barcelona, 5 de novembre de 2009) fou la primera metgessa anestesiòloga catalana.
Maria Oliveras i Collellmir va néixer a la Masia del Morató, a Argelaguer (la Garrotxa), de família molt humil; eren set germans i va haver de superar moltes dificultats per arribar a ser metgessa. Finalment, al 1938, fou una de les poques dones de la seva promoció de medicina: «Vam començar catorze noies –explicava Oliveras–, i de nois crec que n'hi havia uns quatre-cents... Només en vam acabar dues». Treballà a l'Hospital Militar de Vallcarca, al final de la Guerra Civil, però un cop instaurat el franquisme no se li reconegueren els estudis posteriors al 1936, i no pogué obtenir de nou el títol fins al 1941, revalidat amb nous exàmens.
Fins al 1944 treballà en una ocupació, no remunerada, a l'Institut Neurològic Municipal, on es formà al costat del doctor Roca de Viñals. Conegué així el doctor neurocirurgià Adolf Ley, que la integrà en el seu equip, encarregant-li l'anestèsia dels malalts. Després de 1944, tot l'equip passà a l'Hospital Clínic, on la doctora Oliveras ocupà una plaça de laboratori amb el doctor Gibert Queraltó i continuà practicant l'anestèsia al quiròfan amb el doctor Ley.
El 1947 amplià estudis en aquesta disciplina en una estada a Oxford i Londres, invitada per Robert Mackintosh, el pare de l'anestesiologia, catedràtic d'Anestèsia de la Universitat d'Oxford. La col·laboració del seu marit, el farmacèutic Narcís Esplugas i Sabater, fou crucial en aquell moment, perquè ja tenien dos fills i la seva implicació li va permetre acceptar la beca i compaginar la vida familiar amb la seva formació, una cosa no gaire comuna en aquells temps. Entre els anys 1948 i 1963 fou metge anestesista a l'Hospital Clínic i en centres privats, en els quals introduí els darrers avenços en anestèsia. Des d'aquest any fins a la jubilació, el 1980, es dedicà a tasques de laboratori.
Molts anestesiòlegs posteriors s'han format amb ella i han seguit el seu mestratge. A títol pòstum la Societat Catalana d'Anestesiologia, Reanimació i Terapèutica del Dolor li concedí la Medalla d'Or.